# Andrij Parubij

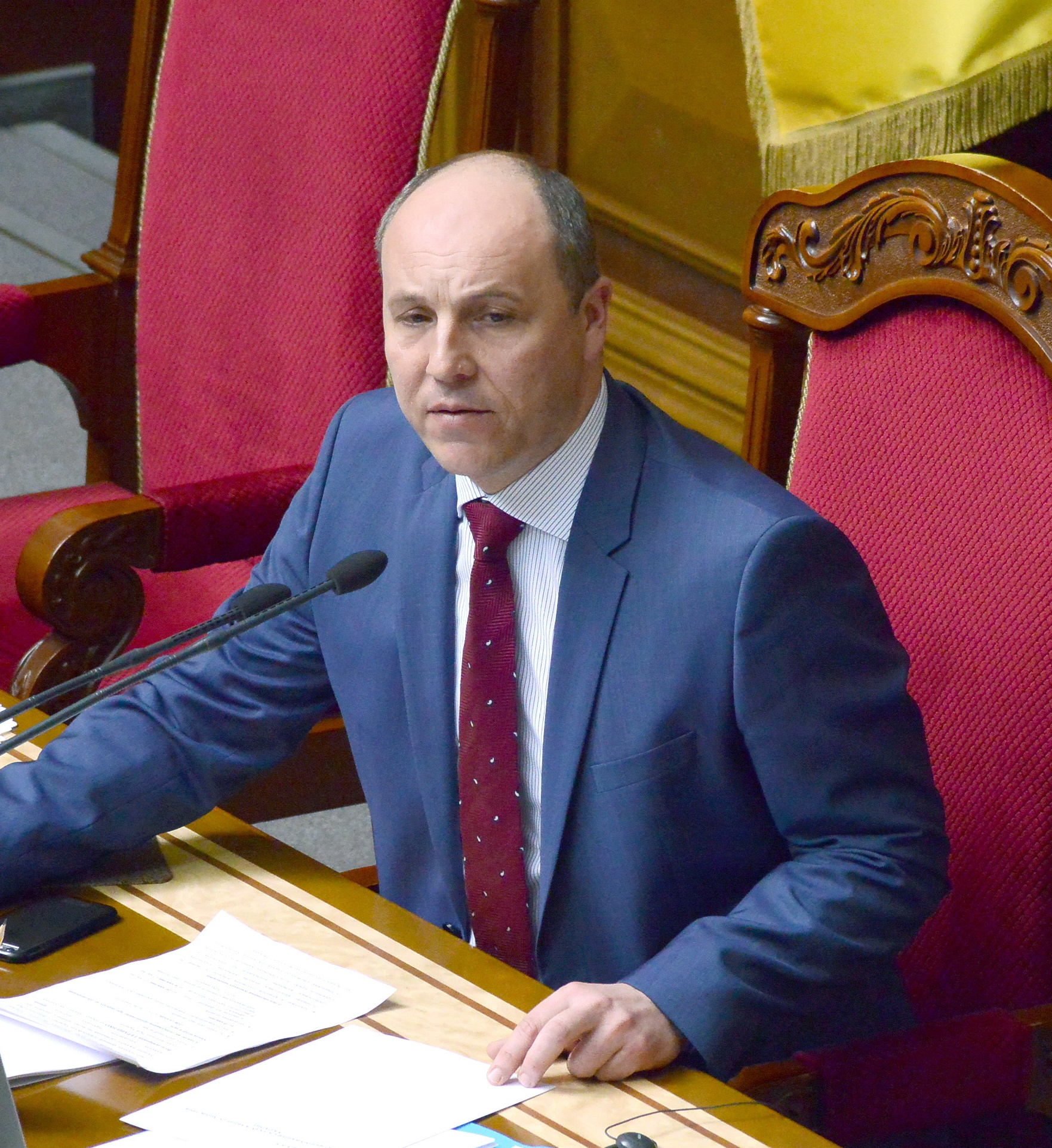
Andrij Parubij (2016)

Andrij Wolodymyrowytsch Parubij (ukrainisch Андрій Володимирович Парубій; * 31. Januar 1971 in Tscherwonohrad) ist ein ukrainischer Politiker (parteilos; ehemals Allukrainische Vereinigung „Vaterland“).
Parubij war vom 27. Februar bis 7. August 2014 Sekretär des Nationalen Sicherheits- und Verteidigungsrats der Ukraine. Er war Mitbegründer der rechtsextremen Sozial-Nationalen Partei der Ukraine, des Vorläufers der heutigen Swoboda-Partei, und war zeitweise auch in der Führung der nationalistischen Organisation Patriot der Ukraine aktiv.
In seiner politischen Laufbahn wechselte er mehrfach die Parteizugehörigkeit, bei den Parlamentswahlen 2012 kandidierte er auf der Liste von Julija Tymoschenkos Vaterlandspartei und wurde erneut in die Werchowna Rada gewählt. Während der Euromaidan-Proteste galt Parubij als „Kommandeur des Maidan“, wobei er eng mit dem Führer des Rechten Sektors, Dmytro Jarosch, kooperierte.
Bei der Bildung der Übergangsregierung Jazenjuk im Februar 2014 erhielt Parubij das Amt des Vorsitzenden des Nationalen Sicherheits- und Verteidigungsrates der Ukraine, von dem er am 7. August 2014 zurücktrat.
Während der Krise in der Ukraine 2014 leitete er von April bis August, als der Sekretär des Nationalen Sicherheits- und Verteidigungsrates, die „Anti-Terror-Operation“ im Osten der Ukraine. Während dieser Zeit sprach sich Parubij für die Einführung einer Visumpflicht für russische Staatsbürger aus. Jazenjuk nahm gegenüber der Frage der Visa-Regelung in Brüssel eine vorsichtigere Haltung ein, angesichts der Tatsache, dass eine große Zahl der Bürger, in erster Linie im Süden und Osten des Landes, interessiert seien an der Beibehaltung des visumfreien Verkehrs nach Russland, da sie dort arbeiten oder Familie hätten.
Bei der Parlamentswahl 2014 kandidierte er auf Platz vier der Volksfront. Nach der Wahl wurde er stellvertretender Parlamentsvorsitzender der Werchowna Rada.
Am 14. April 2016 wurde Andrij Parubij in Nachfolge des neuen Ministerpräsidenten Wolodymyr Hrojsman mit 284 Abgeordnetenstimmen zum neuen Parlamentspräsidenten der Werchowna Rada gewählt. Dieses Amt hatte er bis zum 29. August 2019 inne.